# Chionaema rubritermina
Chionaema rubritermina là một loài bướm đêm thuộc phân họ Arctiinae, họ Erebidae.